# Кеплер-1652b
Кеплер-1652b (також відома під назвою KOI-2626.01) — це екзопланета, надземля, швидше за все скеляста, що обертається в межах життєвої зони червоного карлика Кеплера-1652 близько 822 світлових років у сузір'ї Лебедя. Кеплер-1652b, яка була відкрита космічним апаратом NASA Кеплер, вперше була оголошена кандидатом в 2013 році, але не була підтверджена до 2017 року. Це потенційна надземля з 160 % радіусом Землі і густиною близько 9,9 г / см3, що свідчить про високу масу, вказує на скелястий склад, не дуже відмінний від Землі, хоч і з більшою кількістю заліза. Планета орбіти добре знаходиться в межах життєвої зони її системи, де може існувати рідина на поверхні планети. Лабораторія планетарної придатності (PHL) дала Кеплер-1652b дуже високий показник схожості Землі (ESI) значення 0,85.
У подальших дослідженнях встановлено велику імовірність екзомісяця у цієї планети.